# Turbulenca za letalom
Turbulenca za letalom slovensko: brazdna turbulenca (ang. Wake turbulence) je turbulentni zračni tok, ki se pojavi za letalom, ko ta potuje skozi zrak. Obsega več komponent te turbulence: pri reaktivnem letalih se pojavi izpuh iz reaktivnega motorja - jetwash, ki je izredno turbulenten, vendar traja sorazmerno malo časa. Pri propelerskih motorjih se pojavi propelerwash - ki je manj turbulenten in prav tako kratkotrajen. Pri turbopropelerskih motorjih se poleg propelerwasha pojavi tudi majhen jetwash, vendar precej manjši kot pri reaktivcu. 
Največ časa (do tri minute) trajajo vorteksi, ki se pojavijo na koncih kril in najbolj prispevajo k turbulenci za letalom. Vorteksi na koncih kril se pojavijo, ko krilo generira vzgon. Moč vrtincev je v glavenm odvisna od teže letala in hitrosti leta. 
Pri helikopterjih se pojavi rotorwash, vendar je ta tok večinoma pod helikopterjem. Prav tako se pojavi turbulenca tudi za zračnimi ladjam, jadralnimi padali ali zmaji, vendar je v teh primerih majhna.